# Dezert
Dezert (estilizado em maiúsculas como DEZERT) é uma banda japonesa de rock do movimento visual kei formada em 2011. Composta atualmente pelo vocalista Chiaki, baixista e designer Sacchan, guitarrista Miyako e baterista Sora, lançaram oito álbuns de estúdio até hoje. Em 2024, deixaram de ser uma banda independente estreando na Nippon Crown.
O portal japonês Real Sound mencionou que o Arlequin e o Dezert possuem potencial para ser "a gigante dupla" da nova geração do visual kei, assim como foi com X Japan e Luna Sea na primeira geração, por exemplo.

## Carreira

### 2011–2014: Formação e primeiros anos
Em dezembro de 2010, foi fundada uma banda temporária chamada And Emily e renomeada pra Acid Cherry King logo depois. Formada pelo vocalista Chiaki, baixista Saz, baterista Tetsuro e guitarrista Kira, mudaram seu nome para Dezert em 2011, antes de qualquer lançamento. O single de estreia "Boku no Himitsu to Reizouko" foi lançado no ano seguinte. Em 3 de março de 2012, o até então baterista suporte Sora juntou-se oficialmente a banda.
Dezert entrou na gravadora Mad Face em 2013 e permaneceu por um ano. Neste ano, participaram de um dos álbuns de tributo a hide, o hide TRIBUTE III -Visual SPIRITS-, com um cover da faixa "D.O.D. (DRINK OR DIE)".

### 2015–2017: Entrada de Miyako
Em 2015 o grupo se juntou a gravadora Himawari Kai. Em 27 de dezembro Kira deixou a banda após um show de despedida. Miyako foi guitarrista suporte e alguns meses depois se juntou oficialmente a banda. O álbum Saiko no Shokutaku, inicialmente previsto para 16 de dezembro, foi adiado e lançado em 20 de janeiro de 2016.
Em 23 de novembro de 2016, lançaram o álbum de compilação Kanzen Ongen Shu - Zantei Teki Occult Shukanshi (2), com músicas raras, ou seja, tocadas ou distribuídas apenas em shows ao vivo. Participaram do festival da revista Cure World Visual Festival em 30 de abril junto com outras bandas visual kei, inclusive grupos de fora do Japão.
Em 2017, a banda participou dos álbuns de tributo a MUCC e D'erlanger. SaZ decidiu mudar seu nome para Sacchan durante uma turnê chamada 1. Em 15 de setembro se apresentaram no Abstinence's Door #008, um evento da banda D'erlanger.

### 2018–2022: Maverick,Black HoleeRainbow
O Dezert assinou com a MAVERICK D.C. GROUP (subdivisão da Danger Crue) no segundo semestre de 2018. Após da mudança de selo, a banda mudou seu estilo visual e musical, indo de vocais e música agressivos para melodias mais suaves. Lançaram o álbum Today em 8 de novembro de 2018, com dois singles já distribuidos em shows anteriormente: "おはよう (Ohayō)" (Bom dia) e "おやすみ (Oyasumi)" (Boa noite).
Em 27 de novembro de 2019, o álbum Black Hole foi lançado. Ele apresenta o complexo de inferioridade sofrido por Chiaki, que escreve todas as letras das canções. O vocalista explicou sobre a mudança de estilo, o álbum e seus sentimentos em uma entrevista: 
"Agora, eu não tenho mais a imagem antiquada de uma banda de rock. Uma banda de rock é algo que pessoas talentosas gostam, e eu esperava álcool, cigarros, mulheres e assim por diante, mas sou completamente diferente. [...] Quando estou em uma banda, não posso seguir em frente a menos que encontre algo que não goste. Acho que é um álbum que realmente me faz pensar sobre isso." Dezert embarcou em turnê com o MUCC neste ano, e as duas bandas lançaram o single colaborativo "Mushishi/Gachagachamukumuku (蟲／ガチャガチャムクムク) sob o nome artístico de Dezermucc. O single foi limitado para compra durante as apresentações da turnê.
Em 2020 lançaram o single "Your Song" e se apresentaram no Line Cube Shibuya com a capacidade reduzida pela metade devido a pandemia de COVID-19. Em maio do ano seguinte anunciaram seu oitavo álbum de estúdio, Rainbow, lançado em 21 de julho com sete faixas. Um novo single foi marcado para 23 de março de 2022, intitulado "Saikyoku". Também foi anunciaram seu primeiro show ao ar livre em 18 de junho. No final de 2022, participaram do evento com várias bandas Do you know visual kei? sediado pela Maverick no Budokan.

### 2023–presente: Assinatura com a Nippon Crown
Em setembro de 2023 fizeram mais um show especial no Line Cube Shibuya, e nele anunciaram que estariam assinando com uma grande gravadora, a Nippon Crown, com um novo álbum e um show no Budokan previstos para 2024. Em dezembro, se apresentaram no evento V-kei tte shitteru! (V系って知ってる！) e fizeram um show junto com o Mucc.
Em novembro, foram anunciados os detalhes de seu primeiro álbum major, suas gravações haviam terminado em setembro. The Heart Tree foi lançado em 10 de janeiro de 2024 em duas edições e promovido por uma turnê nacional. Em 27 de dezembro, haviam lançado o videoclipe do single "Hopeless" e iniciaram a pré-salvamento do álbum. Em 3 de abril, lançaram o EP The Heart Tree ~unplugged selection~ contendo três músicas do The Heart Tree em versão acústica. 27 de dezembro foi quando Dezert se apresentou no Nippon Budokan pela primeira vez, e após o show eles anunciaram sua próxima turnê, sendo a primeira a incluir todas as 47 prefeituras do Japão.

## Estilo musical
A musicalidade da banda no começo era influenciada por elementos pesados e agressivos como os do metalcore, nu-metal e hardcore punk. Chiaki é o principal compositor.

### Influências
Sora afirma que sua maior influência é o X Japan e principalmente o guitarrista hide e que também participou de uma banda cover de Dir en Grey. Sacchan conta que não teve muitas influências, mas sua banda favorita é Kaientai.

## Membros
- Chiaki (千秋) - vocais, guitarra (2011–presente)
- Miyako - guitarra (2015–presente)
- Sacchan (SaZ) - baixo, vocais de apoio  (2011–presente)
- Sora - bateria (2012–presente)

### Ex membros
- Tetsuro - bateria (2011–2012)
- Kira (キラ) - guitarra (2011–2015)

## Discografia
Álbuns de estúdio
| Título                                                                                         | Detalhes                                                                 | Posição na Oricon |
| ---------------------------------------------------------------------------------------------- | ------------------------------------------------------------------------ | ----------------- |
| Tokusei Nōmiso Zetsurin Soup ~Sei Kurīmu Shitate~ (特製・脳味噌絶倫スープ～生クリーム仕立て～) | - Lançamento: 7 de agosto de 2013 - Gravadora: Mad Face                  | 170               |
| Seishinkai (Kyoshokushō) no Snuff Film-shū (精神科医(拒食症)のスナッフフィルム集)              | - Lançamento: 8 de janeiro de 2014 - Gravadora: Mad Face                 | 80                |
| Title nashi (タイトルなし)                                                                     | - Lançamento: 12 de novembro de 2014 - Gravadora: Mad Face               | 43                |
| Saikō no Shokutaku (最高の食卓)                                                                | - Lançamento: 20 de janeiro de 2016 - Gravadora: Himawari Kai            | 31                |
| Today                                                                                          | - Lançamento: 8 de agosto de 2018 - Gravadora: Maverick (Danger Crue)    | 28                |
| Black Hole                                                                                     | - Lançamento: 27 de novembro de 2019 - Gravadora: Maverick (Danger Crue) | 43                |
| Rainbow                                                                                        | - Lançamento: 21 de julho de 2021 - Gravadora: Maverick (Danger Crue)    | 35                |
| The Heart Tree                                                                                 | - Lançamento: 10 de janeiro de 2024 - Gravadora: Nippon Crown            | 17                |

Álbuns de compilação
Kanzen Ongen Shu - Zantei Teki Occult Shukanshi (2) (完売音源集-暫定的オカルト週刊誌2-) (23 de novembro de 2016)
Álbuns ao vivo
- DEZERT SPECIAL LIVE 2020 “The Today” (12 de maio de 2015)